# Conrad Fischer
Conrad Fischer (* 24. November 1631 in Krenkingen, Markgrafschaft Baden; † 6. Juni 1701 in Forbes, Königreich Böhmen) war von 1677 bis 1701 Propst des Augustiner-Chorherrenstift Forbes in Südböhmen, seit 1918 Borovany.

## Leben
Conrad Fischer war ein Sohn des Wundarztes Caspar Fischer. Er war vermutlich das letzte der fünf Kinder, die ihren Vater überlebt haben. Eine Inschrift im Stil eines Epitaphs befindet sich in Fischers Buch über die Geschichte des Chorherrenstifts Forbes und wurde dort nach seinem Tod vom nachfolgenden Propst, dem aus Schlackenwald stammenden Christian Preitfelder, eingetragen.
Wie sein Bruder Johannes Fischer begab sich Conrad vermutlich Ende der 1640er Jahre nach Österreich, um einer geistlichen Berufung zu folgen. Seine Ordination erfolgte bereits am 13. Februar 1651, also vor der Vollendung seines 20. Lebensjahres. Seine Spur findet sich wieder als Kanoniker und Professor im Stift Klosterneuburg an der Donau. 1663 wurde er mit anderen Chorherren nach Forbes im Erzbistum Prag abgeordnet, wo er am 21. April 1677 als Nachfolger von Georg Johann Janda zum zweiten Propst seit der Neugründung des Stifts gewählt wurde. Zwischen 1680 und 1684 wurde auf Fischers Veranlassung bei Hluboka der Neuhof errichtet, der nicht nur als Klosterhof diente, und mit einem repräsentativen Wohnflügel mit Hauskapelle als Landsitz der Forbeser Augustiner versehen wurde.
1682 ließ er in einer symbolischen Aktion die Žižka-Eiche bei den erloschenen Žižkahöfen fällen. Diese diente der tschechischen Bevölkerung als Gedenkort für den Hussitenführer Jan Žižka. An ihrer Stelle erbaute er eine Johannes dem Täufer geweihte Kapelle. Diese erhielt die lateinische Inschrift „Hic locus olim exosus Joannis nativitate Zizkae, nunc ex asse nativitati Joannis Baptistae“ (Dieser um der Geburt des Johann Žižka willen verhasste Ort ist nun gänzlich der Geburt Johannes des Täufers geweiht). Während seiner Zeit als Propst verfasste er ab 1693 eine Schrift zur Geschichte des Klosters, die sich als Handschrift im Staatlichen Archiv im Schloss Třeboň befindet und 216 Seiten umfasst.